# Olympische Winterspiele 2022/Eishockey (Frauen)
Das Eishockeyturnier der Frauen bei den Olympischen Winterspielen 2022 in Peking fand vom 3. bis zum 17. Februar mit zehn Nationalmannschaften – und damit zwei mehr als bei den Spielen in Pyeongchang – statt. Die Partien wurden größtenteils im 18.000 Zuschauer fassenden Wukesong-Hallenstadion (chinesisch 五棵松體育館 / 五棵松体育馆, Pinyin Wǔkēsōng Tǐyùguǎn, englisch Wukesong Arena) ausgetragen. Ebenso wurden fünf Spiele im Nationalen Hallenstadion Peking (chinesisch 北京國家體育館 / 北京国家体育馆, Pinyin Běijīng Guójiā Tǐyùguǎn, englisch Beijing National Indoor Stadium) ausgetragen, das ebenfalls 18.000 Zuschauer fasst. Beide Stadien wurden bereits während der Olympischen Sommerspiele 2008 genutzt.
Die Goldmedaille sicherte sich Kanada, das im Finale den Titelverteidiger USA mit 3:2 bezwang. Die Kanadierinnen revanchierten sich damit für die Finalniederlage vor vier Jahren. Den dritten Platz und damit die Bronzemedaille erreichte abermals Finnland.

## Qualifikation
Für das Turnier qualifizierten sich die ersten sechs Nationen der IIHF-Weltrangliste nach Abschluss der Weltmeisterschaft 2020, die Volksrepublik China als Gastgeber und drei weitere Teilnehmer, die in Qualifikationsturnieren ausgespielt wurden. Die Qualifikation begann aufgrund der COVID-19-Pandemie mit einem Jahr Verspätung im Oktober und endete einen Monat später im November 2021. Aus den insgesamt sechs Qualifikationsturnieren gingen Tschechien, Schweden und Dänemark als Qualifikanten hervor.
Als Gastgeber automatisch teilnahmeberechtigt:
- Volksrepublik China

Als beste sechs Mannschaften der IIHF-Weltrangliste 2020 qualifizierten sich:
- USA
- Kanada
- Finnland
- Russian Olympic Committee (als  Russland)
- Schweiz
- Japan

Über die sechs Qualifikationsturniere qualifizierten sich drei weitere Mannschaften:
- Tschechien
- Schweden
- Dänemark

## Modus
Die zehn Teams des olympischen Eishockeyturniers wurden in der Vorrunde in zwei Gruppen zu je fünf Mannschaften eingeteilt. Dabei setzten sich die zwei Gruppen nach den Platzierungen der Nationalmannschaften in der IIHF-Weltrangliste nach der Weltmeisterschaft 2020 nach folgendem Schlüssel zusammen:
Die Mannschaften auf den Plätzen 1 bis 5 der Weltrangliste befanden sich in der Gruppe A, während Platz 6 und Gastgeber Volksrepublik China in Gruppe B gesetzt waren. Ergänzt wurde die Gruppe B durch die drei Sieger der Qualifikationsgruppen.
| Gruppe A                      | Gruppe B                 |
| USA (1)                       | Japan (6)                |
| Kanada (2)                    | Tschechien (7)           |
| Finnland (3)                  | Schweden (9)             |
| Russian Olympic Committee (4) | Dänemark (11)            |
| Schweiz (5)                   | Volksrepublik China (19) |

Innerhalb der Gruppen spielten die Mannschaften zunächst nach dem Modus Jeder-gegen-Jeden, sodass jede Mannschaft zunächst vier Spiele bestritt. Alle Mannschaften der höhergesetzten Gruppe A qualifizierten sich für das Viertelfinale, ebenso die drei punktbesten Mannschaften der Gruppe B. Die Sieger der Viertel- und anschließenden Halbfinalspiele traten im Finale um die Gold- und Silbermedaille an und die Verlierer der Halbfinalspiele im Spiel um Platz 3 um die Bronzemedaille.

## Austragungsorte
| Wukesong- Hallenstadion |

| Nationales Hallenstadion |

| Wukesong- Hallenstadion |

| Nationales Hallenstadion |

## Vorrunde

### Gruppe A
| 3. Februar 2022 12:10 Uhr (Ortszeit) | 3. Februar 2022 5:10 Uhr (MEZ) | Kanada S. Fillier (1:04) S. Fillier (7:55) N. Spooner (11:20) R. Johnston (28:06) L. Stacey (28:21) N. Spooner (33:20) B. Turnbull (35:40) L. Stacey (37:02) B. Turnbull (46:14) A. Bell (53:46) C. Thompson (56:20) E. Ambrose (59:58) | 12:1 (3:0, 5:0, 4:1) Spielbericht | Schweiz L. Stalder (48:30) | Nationales Hallenstadion, Peking Zuschauer: 1.000 |

| 3. Februar 2022 21:10 Uhr | 3. Februar 2022 14:10 Uhr | Finnland S. Tapani (43:15) S. Tapani (57:40) | 2:5 (0:2, 0:2, 2:1) Spielbericht | USA A. Kessel (10:37) A. Carpenter (13:00) K. Coyne Schofield (25:32) K. Coyne Schofield (26:36) A. Carpenter (48:01) | Wukesong-Hallenstadion, Peking Zuschauer: 335 |

| 4. Februar 2022 12:10 Uhr | 4. Februar 2022 5:10 Uhr | Russian Olympic Committee J. Dobrodejewa (5:54) P. Bolgarewa (17:29) A. Schibanowa (30:30) P. Bolgarewa (37:07) P. Bolgarewa (41:39) | 5:2 (2:1, 2:1, 1:0) Spielbericht | Schweiz L. Stalder (17:16) A. Müller (26:57) | Nationales Hallenstadion, Peking Zuschauer: nicht bekannt |

| 5. Februar 2022 12:10 Uhr | 5. Februar 2022 5:10 Uhr | Kanada S. Fillier (1:01) S. Nurse (12:45) S. Fillier (23:22) S. Nurse (30:01) B. Jenner (31:20) B. Jenner (34:27) L. Stacey (36:35) J. L. Rattray (47:06) S. Nurse (53:07) L. Stacey (54:10) B. Jenner (54:45) | 11:1 (2:1, 5:0, 4:0) Spielbericht | Finnland M. Tuominen (18:27) | Wukesong-Hallenstadion, Peking Zuschauer: 670 |

| 5. Februar 2022 21:10 Uhr | 5. Februar 2022 14:10 Uhr | USA S. Harmon (12:29) H. Knight (28:51) G. Zumwinkle (43:57) J. Compher (46:15) A. Carpenter (48:44) | 5:0 (1:0, 1:0, 3:0) Spielbericht | Russian Olympic Committee | Wukesong-Hallenstadion, Peking Zuschauer: 581 |

| 6. Februar 2022 21:10 Uhr | 6. Februar 2022 14:10 Uhr | Schweiz | 0:8 (0:5, 0:2, 0:1) Spielbericht | USA H. Knight (5:40) J. Compher (14:04) H. Knight (14:13) K. Pannek (16:15) A. Kessel (19:38) K. Pannek (22:11) J. Compher (37:12) D. Cameranesi (57:29) | Wukesong-Hallenstadion, Peking Zuschauer: 545 |

| 7. Februar 2022 12:10 Uhr | 7. Februar 2022 5:10 Uhr | Russian Olympic Committee A. Schochina (37:21) | 1:6 (0:2, 1:2, 0:2) Spielbericht | Kanada S. Nurse (2:09) S. Fillier (2:29) J. L. Rattray (27:45) E. Ambrose (30:29) R. Johnston (40:39) M.-P. Poulin (45:50) | Wukesong-Hallenstadion, Peking Zuschauer: 545 |

| 7. Februar 2022 21:10 Uhr | 7. Februar 2022 14:10 Uhr | Schweiz L. Christen (11:52) D. Rüegg (30:00) L. Stalder (41:21) | 3:2 (1:0, 1:1, 1:1) Spielbericht | Finnland N. Laitinen (27:49) E. Holopainen (50:11) | Nationales Hallenstadion, Peking Zuschauer: 742 |

| 8. Februar 2022 12:10 Uhr | 8. Februar 2022 5:10 Uhr | USA D. Cameranesi (29:17) A. Carpenter (31:34) | 2:4 (0:1, 2:3, 0:0) Spielbericht | Kanada B. Jenner (14:10) B. Jenner (32:00) J. L. Rattray (34:25) M.-P. Poulin (37:25) | Wukesong-Hallenstadion, Peking Zuschauer: 591 |

| 8. Februar 2022 21:10 Uhr | 8. Februar 2022 14:10 Uhr | Finnland S. Rantala (9:06) M. Karvinen (18:18) J. Nylund (27:09) M. Tuominen (30:37) S. Tapani (31:06) | 5:0 (2:0, 3:0, 0:0) Spielbericht | Russian Olympic Committee | Nationales Hallenstadion, Peking Zuschauer: 797 |

| Pl. |                           | Sp | S | OTS | OTN | N | Tore  | Punkte |
| 1.  | Kanada                    | 4  | 4 | 0   | 0   | 0 | 33:05 | 12     |
| 2.  | USA                       | 4  | 3 | 0   | 0   | 1 | 20:06 | 9      |
| 3.  | Finnland                  | 4  | 1 | 0   | 0   | 3 | 10:19 | 3      |
| 4.  | Russian Olympic Committee | 4  | 1 | 0   | 0   | 3 | 06:18 | 3      |
| 5.  | Schweiz                   | 4  | 1 | 0   | 0   | 3 | 06:27 | 3      |

Abkürzungen: Pl. = Platz, Sp = Spiele, S = Siege, OTS = Siege nach Verlängerung (Overtime) oder Penaltyschießen, OTN = Niederlagen nach Verlängerung oder Penaltyschießen, N = Niederlagen

Erläuterungen: Qualifikant für das Viertelfinale

### Gruppe B
| 3. Februar 2022 12:10 Uhr (Ortszeit) | 3. Februar 2022 5:10 Uhr (MEZ) | Volksrepublik China H. Miller (29:02) | 1:3 (0:1, 1:1, 0:1) Spielbericht | Tschechien T. Radová (10:38) D. Křížová (23:57) M. Pejzlová (46:27) | Wukesong-Hallenstadion, Peking Zuschauer: 499 |

| 3. Februar 2022 16:40 Uhr | 3. Februar 2022 9:40 Uhr | Schweden M. Nylén Persson (20:30) | 1:3 (0:1, 1:0, 0:2) Spielbericht | Japan S. Koike (19:13) R. Ukita (44:03) A. Yoneyama (58:59) | Wukesong-Hallenstadion, Peking Zuschauer: 482 |

| 4. Februar 2022 12:10 Uhr | 4. Februar 2022 5:10 Uhr | Dänemark M. Frandsen (8:06) | 1:3 (1:0, 0:1, 0:2) Spielbericht | Volksrepublik China L. Lum (36:46) R. Llanes (59:10) L. Lum (59:28) | Wukesong-Hallenstadion, Peking Zuschauer: 580 |

| 5. Februar 2022 16:40 Uhr | 5. Februar 2022 9:40 Uhr | Japan H. Yamashita (10:46) H. Toko (12:08) R. Ukita (13:50) A. Toko (22:53) A. Shiga (39:54) H. Yoneyama (48:02) | 6:2 (3:0, 2:1, 1:1) Spielbericht | Dänemark M. Bau (29:16) J. Jakobsen (59:55) | Wukesong-Hallenstadion, Peking Zuschauer: 476 |

| 5. Februar 2022 16:40 Uhr | 5. Februar 2022 9:40 Uhr | Tschechien T. Vanišová (18:23) K. Hymlárová (33:56) T. Vanišová (54:03) | 3:1 (1:0, 1:1, 1:0) Spielbericht | Schweden E. Murén (39:16) | Nationales Hallenstadion, Peking Zuschauer: 438 |

| 6. Februar 2022 16:40 Uhr | 6. Februar 2022 9:40 Uhr | Volksrepublik China M. Woo (41:06) H. Miller (PS) | 2:1 n. P. (0:1, 0:0, 1:0, 0:0, 1:0) Spielbericht | Japan A. Hosoyamada (18:02) | Wukesong-Hallenstadion, Peking Zuschauer: 506 |

| 7. Februar 2022 16:40 Uhr | 7. Februar 2022 9:40 Uhr | Dänemark J. Jakobsen (9:14) M. Weis (24:28) S. Glud (40:49) | 3:2 (1:1, 1:1, 1:0) Spielbericht | Tschechien A. Tejralová (5:48) K. Mrázová (23:01) | Wukesong-Hallenstadion, Peking Zuschauer: 637 |

| 7. Februar 2022 21:10 Uhr | 7. Februar 2022 14:10 Uhr | Volksrepublik China K. Betinol (5:16) | 1:2 (1:0, 0:2, 0:0) Spielbericht | Schweden F. Wikner Zienkiewicz (25:14) J. Bouveng (26:39) | Wukesong-Hallenstadion, Peking Zuschauer: 588 |

| 8. Februar 2022 16:40 Uhr | 8. Februar 2022 9:40 Uhr | Japan H. Toko (4:00) H. Toko (40:23) H. Kubo (PS) | 3:2 n. P. (1:0, 0:1, 1:1, 0:0, 1:0) Spielbericht | Tschechien D. Křížová (26:09) N. Mlýnková (45:53) | Wukesong-Hallenstadion, Peking Zuschauer: nicht bekannt |

| 8. Februar 2022 21:10 Uhr | 8. Februar 2022 14:10 Uhr | Schweden E. Nordin (3:02) Lis. Johansson (36:00) E. Berglund (59:43) | 3:1 (1:0, 1:1, 1:0) Spielbericht | Dänemark J. Oksbjerg (34:04) | Wukesong-Hallenstadion, Peking Zuschauer: 696 |

| Pl. |                     | Sp | S | OTS | OTN | N | Tore  | Punkte |
| 1.  | Japan               | 4  | 2 | 1   | 1   | 0 | 13:07 | 9      |
| 2.  | Tschechien          | 4  | 2 | 0   | 1   | 1 | 10:08 | 7      |
| 3.  | Schweden            | 4  | 2 | 0   | 0   | 2 | 07:08 | 6      |
| 4.  | Volksrepublik China | 4  | 1 | 1   | 0   | 2 | 07:07 | 5      |
| 5.  | Dänemark            | 4  | 1 | 0   | 0   | 3 | 07:14 | 3      |

Abkürzungen: Pl. = Platz, Sp = Spiele, S = Siege, OTS = Siege nach Verlängerung (Overtime) oder Penaltyschießen, OTN = Niederlagen nach Verlängerung oder Penaltyschießen, N = Niederlagen

Erläuterungen: Qualifikant für das Viertelfinale

## Finalrunde
|  | Viertelfinale                                          | Viertelfinale | Viertelfinale |    | Halbfinale                | Halbfinale | Halbfinale       |          |   | Finale | Finale | Finale |
|  |                                                        |               |               |    |                           |            |                  |          |   |        |        |        |
|  | A1                                                     | Kanada        | 11            |    |                           |            |                  |          |   |        |        |        |
|  | B3                                                     | Schweden      | 0             |    |                           |            |                  |          |   |        |        |        |
|  | B3                                                     | Schweden      | 0             | A1 | Kanada                    | 10         |                  |          |   |        |        |        |
|  |                                                        |               |               | A1 | Kanada                    | 10         |                  |          |   |        |        |        |
|  | A5                                                     | Schweiz       | 3             |    |                           |            |                  |          |   |        |        |        |
|  | A5                                                     | Schweiz       | 3             | A2 | USA                       | 4          |                  |          |   |        |        |        |
|  |                                                        |               |               | A2 | USA                       | 4          |                  |          |   |        |        |        |
|  | B2                                                     | Tschechien    | 1             |    |                           |            |                  |          |   |        |        |        |
|  | B2                                                     | Tschechien    | 1             | A1 | Kanada                    | 3          |                  |          |   |        |        |        |
|  | (Die Teams werden nach dem Viertelfinale neu gesetzt.) |               |               | A1 | Kanada                    | 3          |                  |          |   |        |        |        |
|  |                                                        | A2            | USA           | 2  |                           |            |                  |          |   |        |        |        |
|  | A3                                                     | A2            | USA           | 2  | Finnland                  | 7          |                  |          |   |        |        |        |
|  | A3                                                     |               |               |    | Finnland                  | 7          |                  |          |   |        |        |        |
|  | B1                                                     | Japan         | 1             |    |                           |            |                  |          |   |        |        |        |
|  | B1                                                     | Japan         | 1             | A2 | USA                       | 4          |                  |          |   |        |        |        |
|  |                                                        |               |               | A2 | USA                       | 4          | Spiel um Platz 3 |          |   |        |        |        |
|  | A3                                                     | Finnland      | 1             |    |                           |            |                  |          |   |        |        |        |
|  | A3                                                     | Finnland      | 1             | A4 | Russian Olympic Committee | 2          | A3               | Finnland | 4 |        |        |        |
|  |                                                        |               |               | A4 | Russian Olympic Committee | 2          | A3               | Finnland | 4 |        |        |        |
|  | A5                                                     | Schweiz       | 4             | A5 | Schweiz                   | 0          |                  |          |   |        |        |        |

### Viertelfinale
| 11. Februar 2022 12:10 Uhr (Ortszeit) | 11. Februar 2022 5:10 Uhr (MEZ) | USA H. Knight (25:47) L. Stecklein (46:49) S. Harmon (56:51) K. Coyne Schofield (59:54) | 4:1 (0:0, 1:1, 3:0) Spielbericht | Tschechien M. Pejzlová (24:59) | Wukesong-Hallenstadion, Peking Zuschauer: 636 |

| 11. Februar 2022 21:10 Uhr | 11. Februar 2022 14:10 Uhr | Kanada B. Jenner (3:05) S. Fillier (17:05) S. Fillier (17:41) J. L. Rattray (19:35) N. Spooner (23:16) E. Ambrose (25:15) B. Turnbull (26.56) B. Jenner (28:13) E. Clark (29:09) B.Jenner (50:55) S. Fillier (52:06) | 11:0 (4:0, 5:0, 2:0) Spielbericht | Schweden | Wukesong-Hallenstadion, Peking Zuschauer: 669 |

| 12. Februar 2022 12:10 Uhr | 12. Februar 2022 5:10 Uhr | Russian Olympic Committee A. Sawonina (37:38) P. Lutschnikowa (56:53) | 2:4 (0:0, 1:1, 1:3) Spielbericht | Schweiz P. Stänz (34:31) D. Rüegg (47:31) A. Müller (57:23) A. Müller (59:58) | Wukesong-Hallenstadion, Peking Zuschauer: 670 |

| 12. Februar 2022 16:40 Uhr | 12. Februar 2022 9:40 Uhr | Finnland P. Nieminen (2:08) V. Vainikka (4:32) M. Karvinen (25:01) P. Nieminen (28:29) P. Nieminen (40:18) S. Tapani (48:28) S. Hakala (52:29) | 7:1 (2:1, 2:0, 3:0) Spielbericht | Japan A. Shiga (15:01) | Wukesong-Hallenstadion, Peking Zuschauer: 675 |

### Halbfinale
| 14. Februar 2022 12:10 Uhr | 14. Februar 2022 5:10 Uhr | Kanada C. Thompson (7:16) J. L. Rattray (8:28) B. Turnbull (9:04) R. Fast (9:21) E. Ambrose (10:40) M.-P. Poulin (27:52) E. Clark (28:03) M.-P. Poulin (33:27) E. Maltais (43:13) B. Jenner (58:11) | 10:3 (5:1, 3:2, 2:0) Spielbericht | Schweiz L. Stalder (18:37) A. Müller (24:59) L. Stalder (29:44) | Wukesong-Hallenstadion, Peking Zuschauer: 645 |

| 14. Februar 2022 21:10 Uhr | 14. Februar 2022 14:10 Uhr | USA C. Barnes (23:39) H. Knight (38:53) H. Scamurra (55:20) A. Roque (59:55) | 4:1 (0:0, 2:0, 2:1) Spielbericht | Finnland S. Tapani (59:24) | Wukesong-Hallenstadion, Peking Zuschauer: 642 |

### Spiel um Platz 3
| 16. Februar 2022 19:30 Uhr | 16. Februar 2022 12:30 Uhr | Finnland V. Vainikka (11:38) S. Tapani (43:24) N. Laitinen (54:24) M. Karvinen (59:03) | 4:0 (1:0, 0:0, 3:0) Spielbericht | Schweiz | Wukesong-Hallenstadion, Peking Zuschauer: 724 |

### Finale
| 17. Februar 2022 12:10 Uhr | 17. Februar 2022 5:10 Uhr | Kanada S. Nurse (7:50) M.-P. Poulin (15:02) M.-P. Poulin (29:08) | 3:2 (2:0, 1:1, 0:1) Spielbericht | USA H. Knight (36:39) A. Kessel (59:47) | Wukesong-Hallenstadion, Peking Zuschauer: 834 |

## Statistik

### Beste Scorerinnen
Abkürzungen: Sp = Spiele, T = Tore, V = Vorlagen, Pkt = Punkte, +/− = Plus/Minus, SM = Strafminuten; Fett: Turnierbestwert
| Spieler             | Team    | Sp | T | V  | Pkt | +/− | SM |
| ------------------- | ------- | -- | - | -- | --- | --- | -- |
| Sarah Nurse         | Kanada  | 7  | 5 | 13 | 18  | +19 | 4  |
| Marie-Philip Poulin | Kanada  | 7  | 6 | 11 | 17  | +9  | 6  |
| Brianne Jenner      | Kanada  | 7  | 9 | 5  | 14  | +15 | 2  |
| Natalie Spooner     | Kanada  | 7  | 3 | 11 | 14  | +12 | 0  |
| Claire Thompson     | Kanada  | 7  | 2 | 11 | 13  | +23 | 2  |
| Sarah Fillier       | Kanada  | 7  | 8 | 3  | 11  | +13 | 0  |
| Hilary Knight       | USA     | 7  | 6 | 4  | 10  | +6  | 0  |
| Alina Müller        | Schweiz | 7  | 4 | 6  | 10  | +1  | 4  |
| Rebecca Johnston    | Kanada  | 7  | 2 | 8  | 10  | +8  | 2  |
| Jamie Lee Rattray   | Kanada  | 7  | 5 | 4  | 9   | +9  | 0  |
| Lara Stalder        | Schweiz | 7  | 5 | 4  | 9   | −3  | 2  |

### Beste Torhüterinnen
Abkürzungen: Sp = Spiele, Min = Eiszeit (in Minuten), GT = Gegentore, SO = Shutouts, GAA = Gegentorschnitt, Sv% = Fangquote; Fett: Turnierbestwert
Erfasst werden nur Torhüter, die mindestens 40 % der Gesamtspielzeit ihres Teams absolviert haben.
| Spieler            | Team                | Sp | Min    | GT | SO | GAA  | Sv%   |
| ------------------ | ------------------- | -- | ------ | -- | -- | ---- | ----- |
| Kimberly Newell    | Volksrepublik China | 3  | 182:46 | 4  | 0  | 1,31 | 95,51 |
| Klára Peslarová    | Tschechien          | 5  | 262:03 | 7  | 0  | 1,60 | 94,49 |
| Ann-Renée Desbiens | Kanada              | 5  | 300:00 | 9  | 0  | 1,80 | 94,00 |
| Alex Cavallini     | USA                 | 4  | 236:51 | 5  | 1  | 1,27 | 92,31 |
| Nana Fujimoto      | Japan               | 5  | 292:54 | 12 | 0  | 2,46 | 91,95 |

## Abschlussplatzierungen
Die Platzierungen ergeben sich nach folgenden Kriterien:
- Plätze 1 bis 4: Ergebnisse im Finale sowie im Spiel um Platz 3
- Plätze 5 bis 8 (Verlierer der Viertelfinalpartien): nach Platzierung – dann Punkten, dann Tordifferenz in der Vorrunde
- Plätze 9 bis 10: nach Platzierung – dann Punkten, dann Tordifferenz in der Vorrunde
- Plätze 11 bis 19 (Qualifikationsendrunde): nach Platzierung – dann Punkten, dann Tordifferenz
- Plätze 20 bis 28 (Vor-Qualifikation Runde 2): nach Platzierung – dann Punkten, dann Tordifferenz

| Rang | Nation                    |
| ---- | ------------------------- |
| 01   | Kanada                    |
| 02   | USA                       |
| 03   | Finnland                  |
| 04   | Schweiz                   |
| 05   | Russian Olympic Committee |
| 06   | Japan                     |
| 07   | Tschechien                |
| 08   | Schweden                  |
| 09   | Volksrepublik China       |
| 10   | Dänemark                  |

| Rang | Nation      |
| ---- | ----------- |
| 11   | Ungarn      |
| 12   | Österreich  |
| 13   | Frankreich  |
| 14   | Deutschland |
| 15   | Norwegen    |
| 16   | Slowakei    |
| 17   | Italien     |
| 18   | Südkorea    |
| 19   | Polen       |

| Rang | Nation                  |
| ---- | ----------------------- |
| 20   | Niederlande             |
| 21   | Großbritannien          |
| 22   | Spanien                 |
| 23   | Slowenien               |
| 24   | Kasachstan              |
| 25   | Mexiko                  |
| 26   | Republik China (Taiwan) |
| 27   | Island                  |
| 28   | Türkei                  |

## Medaillengewinnerinnen
| Olympiasieger Kanada | Erin Ambrose, Ashton Bell, Kristen Campbell, Emily Clark, Mélodie Daoust, Ann-Renée Desbiens, Renata Fast, Sarah Fillier, Brianne Jenner, Rebecca Johnston, Jocelyne Larocque, Emma Maltais, Emerance Maschmeyer, Sarah Nurse, Marie-Philip Poulin, Jamie Lee Rattray, Jill Saulnier, Ella Shelton, Natalie Spooner, Laura Stacey, Claire Thompson, Blayre Turnbull, Micah Zandee-Hart Cheftrainer: Troy Ryan Assistenztrainer: Kori Cheverie, Doug Derraugh, Ali Domenico |

| Silber USA | Cayla Barnes, Hannah Brandt, Megan Bozek, Dani Cameranesi, Alex Carpenter, Alex Cavallini, Jesse Compher, Kendall Coyne Schofield, Brianna Decker, Jincy Dunne, Savannah Harmon, Caroline Harvey, Nicole Hensley, Megan Keller, Amanda Kessel, Hilary Knight, Abbey Murphy, Kelly Pannek, Maddie Rooney, Abby Roque, Hayley Scamurra, Lee Stecklein, Grace Zumwinkle Cheftrainer: Joel Johnson Assistenztrainer: Courtney Kennedy, Brian Pothier, Steve Thompson |

| Bronze Finnland | Sanni Hakala, Jenni Hiirikoski, Elisa Holopainen, Sini Karjalainen, Michelle Karvinen, Anni Keisala, Nelli Laitinen, Julia Liikala, Eveliina Mäkinen, Petra Nieminen, Tanja Niskanen, Jenniina Nylund, Meeri Räisänen, Emmi Rakkolainen, Sanni Rantala, Ronja Savolainen, Sofianna Sundelin, Susanna Tapani, Noora Tulus, Minnamari Tuominen, Viivi Vainikka, Sanni Vanhanen, Emilia Vesa, Ella Viitasuo Cheftrainer: Pasi Mustonen Assistenztrainer: Kari Eloranta |

## Auszeichnungen
Spielertrophäen
| Auszeichnung          | Spielerin      | Team   |
| --------------------- | -------------- | ------ |
| Wertvollste Spielerin | Brianne Jenner | Kanada |

All-Star-Team
| Angriff:      | Brianne Jenner – Sarah Nurse – Marie-Philip Poulin |
| Verteidigung: | Jenni Hiirikoski – Claire Thompson                 |
| Tor:          | Klára Peslarová                                    |